# 阿尔泰勒
阿尔泰勒（法語：Arthel，法語發音：[aʁtɛl]）是法国涅夫勒省的一个市镇，属于卢瓦尔河畔科讷库尔区。

## 地理
阿尔泰勒（47°14'41"N, 3°24'33"E）面积7.73 平方千米，位于法国勃艮第-弗朗什-孔泰大區涅夫勒省，该省份为法国中部省份，北至约讷省，西北接卢瓦雷省，西接谢尔省，南至阿列省，东南接索恩-卢瓦尔省，东临科多尔省。
与阿尔泰勒接壤的市镇（或旧市镇、城区）包括：欧蒂乌、阿尔藏布伊、尚普兰、日里、蒙特努瓦松。

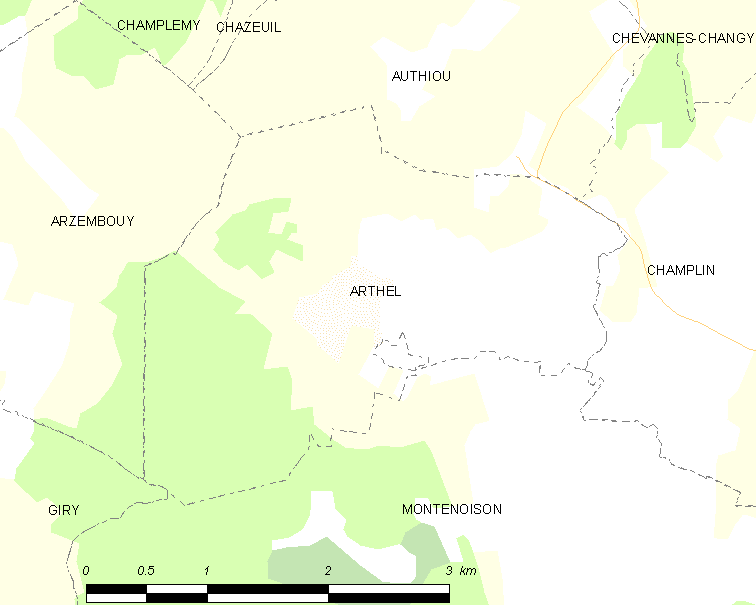
阿尔泰勒的OSM定位图

阿尔泰勒的时区为UTC+01:00、UTC+02:00（夏令时）。

## 行政
阿尔泰勒的邮政编码为58700，INSEE市镇编码为58013。

## 政治
阿尔泰勒所属的省级选区为卢瓦尔河畔拉沙里泰县。

## 人口

1962-2008年间阿尔泰勒人口变化图示

阿尔泰勒于2022年1月1日时的人口数量为90人。